# نافع بن عبدالرحمن
نافع بن عبدالرحمن با کُنیهٔ ابوعبدالله  یا ابو رُوَیم (؟-۷۸۵م ) قاری اهل مدینه از قاریان هفتگانه، ایرانی‌اصل اصفهانی بود. 

## زندگی
او بردهٔ «جعونه بن شعب اللیثی»، همپیمان حمزه بن عبدالمطلب، عموی پیامبر اسلام بود. کنیه او «ابورویم» بوده‌است. بر اساس روایت اصمعی و همچنین حافظ ابی نعیم مدنی، در کتاب تاریخ اصفهان و همچنین بر اساس گفتهٔ ابن الندیم، نافع اصلاً از اصفهان بوده و در مدینه می‌زیست او در سال ۷۰ به دنیا آمده و در سال ۱۷۶ یا ۱۶۹ قمری، در اصفهان درگذشت.

## خصوصیات و قرائت
در مورد نافع مدنی گفته‌اند، او بسیار خوش چهره بود و پوست بدنش سبزه بود و چهره اش خندان و نیکو اخلاق و پارسا بود. چون او قرآن می‌خواند از دهانش بوی خوشی برمی‌خاست. از وی دلیلش را پرسیدند او گفت: «چون پیامبر را در خواب دیدم که بر من قرآن می‌خواند، از آن پس این بوی خوش را می‌شنوم». ابن جزری دربارهٔ نافع نوشته‌است: «نافع، یکی از قراء سبعه و عالمی نامدار و از مردم اصفهان بوده‌است. قرائت را از جماعتی که به ۷۰ تن می‌رسد فرا گرفته‌است.
گفته‌اند که وی قرآن را نزد ابومیمونه «مولی ام سلمه» همسر پیامبر اسلام قرائت نموده‌است.

## راویان قرائت نافع
قرائت نافع را دو تن بدون واسطه نقل کرده‌اند:
- وَرش (عثمان ابن سعید)
- قالون (عیسی ابن مینا)

### وَرش
عثمان بن سعید مصری ملقب به وَرش بود. این لقب را به دلیل سپیدی بسیار زیاد بدن او بر او نهاده بودند. در برخی از منابع دلیل این لقب را چنین آورده‌اند که: ورش کوتاه قد بود و جامه‌های کوتاهی هم می‌پوشید و چون راه می‌رفت پاهایش رنگهای مختلفی داشت، برای همین نافع صدا می‌زد که بخوان ای ورشان؛ بیا ای ورشان؛ کجاست ورشان و... سپس کلمهٔ ورشان کوتاه شد به ورش. ورشان گونه‌ای پرنده‌است مانند کبوتر.
او در سال ۱۱۰ (قمری) زاده شده‌است. چهرهٔ او سپید رنگ بود و موهای طلایی رنگ و چشمان آبی رنگی داشت است. او کوتاه قد و چاق بود وی از مصر به مدینه رفت و از نافع قرآن را آموخت. او در سال ۱۹۷ (قمری) هجری در مصر وفات کرد.

### قالون
عیسی بن مینا مدنی زرقی مکنی به اباموسی و ملقب به قالون. او ربیب یعنی (فرزند همسر) نافع بوده‌است و چون قرائتش نیکو بوده‌است به او قالون می‌گفتند. قالون به لغت رومی یعنی نیک و نیکو... قالون اصالتاً از مردم روم بوده‌است و پدر پدربزرگش از مردمان روم بوده‌است که در زمان عمر بن خطاب به اسارت درآمده بود.
ابی حاتم گفته‌است که قالون قدرت شنوایی نداشته‌است ولی هنگامی که بر او قرآن را می‌خواندند، او با نگاه کردن به حرکات لب و دهان خطاهای قاری را می‌فهمید و به او تذکر می‌داد.
قالون در سال ۱۲۰ (قمری) زاده شد و در سال ۲۲۰ (قمری) هم وفات کرد. در کل او ۵۰ بار قرآن را بر نافع خوانده‌است.